# Ruchmehl
Ruchmehl ist eine im alemannischen Sprachraum verbreitete Bezeichnung für ein Mehl aus Weizen oder Dinkel, das noch einen Teil der äußeren Schalenschichten enthält.
Eine Definition von Ruchmehl ist Bestandteil von Gesetzesvorschriften in der Schweiz, und zwar im Zusammenhang mit dem folgenden Begriffssystem:
- Weissmehl: vorwiegend aus dem inneren Teil des Getreidekornes gewonnenes Mehl (Type 400)
- Halbweissmehl: nahezu schalenfreies Mehl (Ausmahlungsgrad 75 %, Type 700)
- Ruchmehl: Mehl, das noch einen Teil der äußeren Schalenschichten enthält (Ausmahlungsgrad 85 %, Type 1100)
- Vollkornmehl: aus dem ganzen Getreidekorn gewonnenes Mehl, mit oder ohne äußerste Schalenteile (mindestens 98 Massenprozent des gesamten Getreidekorns)

Ruchmehl entspricht in etwa dem Ausmahlungsgrad der deutschen Type 1050 oder der österreichischen Type W 1600.
Es enthält mehr Proteine, Mineralstoffe und Vitamine aus der Randschicht des Korns und wird daher in der Vorstellung der Vollwerternährung als wertvoller als Weiß- oder Halbweißmehl bewertet. Es verfügt über einen stärker ausgeprägten Geschmack als Weißmehl und eignet sich für dunkle Backwaren, insbesondere alle Brotteige (in der Schweiz übliches sauerteigfreies dunkles Brot, Magenbrot etc.).